# Josef Eberhardsteiner

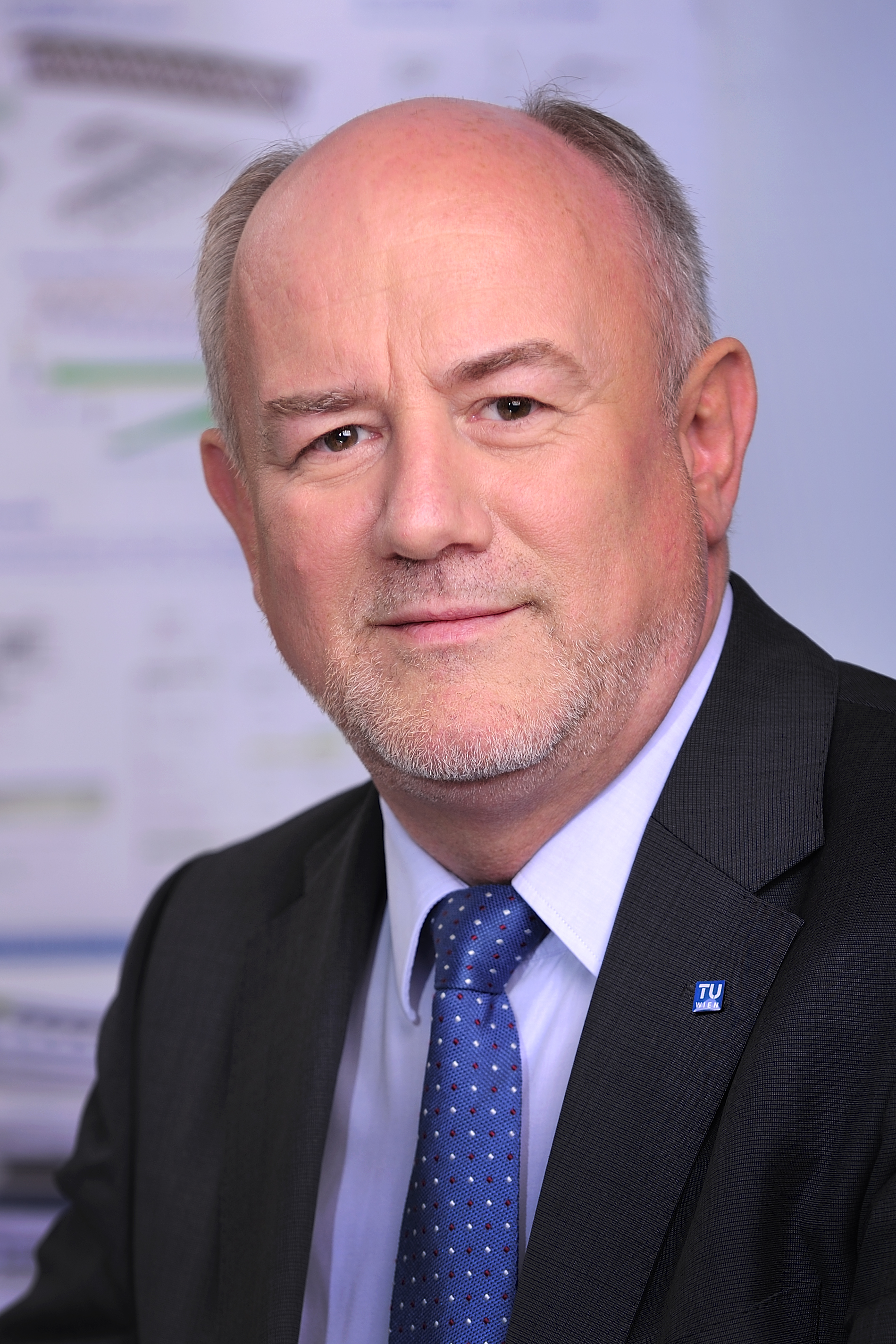
Josef Eberhardsteiner (2013)

Josef Eberhardsteiner (* 16. August 1957 in Linz) ist ein österreichischer Bauingenieur und Werkstoffwissenschaftler. Eberhardsteiner promovierte 1989 und erhielt 2001 die Lehrbefugnis für Festigkeitslehre.
Er ist seit 2003 Universitätsprofessor für Werkstoff- und Struktursimulation im Bauwesen am Institut für Mechanik der Werkstoffe und Strukturen (IMWS) der Technischen Universität Wien (TU Wien). Von 2008 bis 2015 war Eberhardsteiner Dekan der Fakultät für Bauingenieurwesen. Seit 2013 ist er wirkliches Mitglied der Österreichischen Akademie der Wissenschaften. Ab 1. Oktober 2015 war Josef Eberhardsteiner Vizerektor für Infrastruktur und von 1. Jänner 2019 bis 30. September 2023 war er Vizerektor für Digitalisierung und Infrastruktur an der TU Wien.

## Forschung
Josef Eberhardsteiner ist Wissenschaftler auf dem Gebiet der mechanischen Charakterisierung und mathematischen Modellierung von Baustoffen und biologischen Materialien. Er arbeitet sowohl analytisch/numerisch als auch experimentell. Weltweit anerkannt sind seine seit dem Jahr 1992 erbrachten innovativen wissenschaftlichen Leistungen im Bereich der physikalischen Holzforschung. Das betrifft u. a. die Entwicklung einer einzigartigen biaxialen Versuchseinrichtung zur Durchführung makroskopischer Experimente an mechanisch schräg zur Faserrichtung beanspruchtem Holz. Er zeichnet verantwortlich für die Errichtung zweier facheinschlägiger Laboratorien, darunter eines interfakultären Laboratoriums zur interdisziplinären Charakterisierung von Werkstoffeigenschaften auf kleinsten Längenskalen. Aufbauend auf experimentell gewonnenen Erkenntnissen setzt Eberhardsteiner so genannte Mehrskalenkonzepte der Kontinuumsmikromechanik mit großem Erfolg zur ingenieurwissenschaftlichen Prognose des mechanischen Verhaltens hierarchisch strukturierter Werkstoffe, wie z. B. Beton, Asphalt und nicht zuletzt Holz, ein.
Das ambitionierte Ziel der sowohl von der Holzindustrie stark unterstützten Forschungsarbeiten von Eberhardsteiner ist die Entwicklung leistungsfähiger Werkstoffmodelle und zuverlässiger numerischer Berechnungsverfahren für den Konstruktiven Ingenieurholzbau. Diese stellen eine unverzichtbare Voraussetzung für die Errichtung umweltverträglicher, energiesparender, architektonisch ansprechender sowie statisch und konstruktiv anspruchsvoller Holztragwerke dar.
Josef Eberhardsteiner ist in der facheinschlägigen internationalen Scientific Community der experimentellen und der numerischen Mechanik gut verankert. Er gehört einer Reihe bedeutender wissenschaftlicher Vereinigungen an und ist Mitglied des Herausgeberstabes angesehener Fachzeitschriften. Er ist Organisator bedeutender internationaler wissenschaftlicher Kongresse, wie z. B. des World Congress on Computational Mechanics (WCCM 5) in Wien im Jahre 2002, des 2012 in Wien veranstalteten Kongresses der European Community of Computational Methods and Applied Sciences (ECCOMAS), oder der 2016 ebenfalls in Wien organisierten World Conference on Timber Engineering (WCTE).
Eberhardsteiner ist Autor bzw. Koautor von 396 wissenschaftlichen Veröffentlichungen, darunter 147 Publikationen in peer-reviewten Zeitschriften. Thematische Schwerpunkte seiner Publikationen sind die experimentelle und numerische Mechanik (insbesondere die Holzmechanik).

## Auszeichnungen
- 2005: Goldenes Ehrenzeichen für Verdienste um die Republik Österreich
- 2005: Mitglied der New York Academy of Sciences
- 2006: Austrian Congress Award
- 2009: Österreichischer Baupreis, 3. Platz
- 2009: Korrespondierendes Mitglied der Österreichischen Akademie der Wissenschaften (ÖAW)[7]
- 2010: Robert Hooke Award, European Society for Experimental Mechanics
- 2011: Ehrendoktorat der Belarussischen Nationalen Technischen Universität Minsk
- 2011: Ehrendoktorat der Universität für Architektur, Bauingenieurwesen und Geodäsie Sofia
- 2011: Leonardo da Vinci Medaille, Czech Association of Mechanical Engineers
- 2012: IACM Fellow Award, International Association for Computational Mechanics
- 2013: Ordentliches Mitglied der Europäischen Akademie der Wissenschaften und Künste
- 2013: Wirkliches Mitglied der Österreichischen Akademie der Wissenschaften (ÖAW)
- 2014: Ziolkowski-Medaille, Kosmonautische Vereinigung Russlands
- 2014: Auswärtiges Mitglied der Russischen Akademie für Architektur und Bauwissenschaften
- 2015: Mitglied von acatech – Deutsche Akademie der Technikwissenschaften
- 2016: Ehrendoktorat der Kalashnikov Izhevsk State Technical University
- 2017: Großes Silbernes Ehrenzeichen für Verdienste um die Republik Österreich
- 2020: Korrespondierendes Mitglied der Kroatischen Akademie der Wissenschaften und Künste
- 2021: Ehrendoktorat der Nationalen Akademie der Wissenschaften der Ukraine (NASU)
- 2023: Prof. Mang Award der Central European Association of Computational Mechanics[8] (CEACM)
- 2023: Karl-Girkmann-Medaille der Fakultät für Bau- und Umweltingenieurwesen der Technischen Universität Wien[9]
- 2023: Ehrenkreuz für Wissenschaft und Kunst I. Klasse der Republik Österreich

## Veröffentlichungen (Auswahl)
- Josef Eberhardsteiner, R. Fritzenwallner, M. Neusser, H. Sünkel, H. Weinhardt: Zur Energieträgerverbrauchsprognose großer, heterogener Gebäudebestände. In: Projektbericht Series. Verlag der österreichischen Akademie der Wissenschaften, 2015, ISBN 978-3-7001-7838-5 (124 S., google.at).
- Josef Eberhardsteiner: Experimentelle Methoden. In: Herbert Mang, Günter Hofstetter (Hrsg.): Festigkeitslehre. 4. Auflage. Springer-Verlag, Wien/New York 2013, ISBN 978-3-642-40752-9, S. 497–532, doi:10.1007/978-3-642-40752-9_16 (springer.com).
- Bernhard Pichler, Christian Hellmich, Josef Eberhardsteiner: Strength of Geomaterials: Multiscale theories and experiments at appropriate problem-dependent length scales. In: Ronaldo I. Borja (Hrsg.): Multiscale and Multiphysics Processes in Geomechanics. Springer, 2011, ISBN 978-3-642-19629-4, S. 49–52, doi:10.1007/978-3-642-19630-0_13 (englisch, 213 S.).
- Josef Eberhardsteiner, Christian Hellmich, Herbert A Mang, Jacques Périaux: ECCOMAS Multidisciplinary Jubilee Symposium – New Computational Challenges in Materials, Structures, and Fluids. In: Computational Methods in Applied Sciences. Band 14. Springer, Wien/New York 2009, ISBN 978-1-4020-9230-5, doi:10.1007/978-1-4020-9231-2, bibcode:2009emjs.book.....E (englisch, 358 S., springer.com).
- Karin Hofstetter, Christian Hellmich, Josef Eberhardsteiner: Development and experimental validation of a continuum micromechanics model for the elasticity of wood. In: European Journal of Mechanics-A/Solids. Band 24, Nr. 6. Elsevier Masson, November 2005, ISSN 0997-7538, S. 1030–1053, doi:10.1016/j.euromechsol.2005.05.006, bibcode:2005EJMS...24.1030H (englisch, sciencedirect.com).
- Josef Eberhardsteiner: Mechanisches Verhalten von Fichtenholz: Experimentelle Bestimmung der biaxialen Festigkeitseigenschaften. Springer-Verlag, Wien/New York 2002, ISBN 978-3-211-83763-4, doi:10.1007/978-3-7091-6111-1 (174 S.).
- Josef Eberhardsteiner: Synthese aus konstitutivem Modellieren von Beton mittels dreiaxialer, nichtlinear-elastischer Werkstoffgesetze und Finite-Elemente-Analysen dickwandiger Stahlbetonkonstruktionen. VWGö, 1991 (Erstausgabe:  1989).